# کلمنته گراسیا
کلمنته گراسیا (انگلیسی: Clemente Gràcia؛ ۵ فوریه ۱۸۹۷ – ۶ مارس ۱۹۸۱ (۸۴ سال)) بازیکن فوتبال اهل اسپانیا بود. وی معروف به گریس، در طول دوران حرفه‌ای که از ۱۹۱۷ تا ۱۹۲۶ به‌عنوان مهاجم و بیرون از خانه بازی کرد. او در میانه سال‌های عضویت خود در باشگاه بارسلونا (۱۹۱۹–۱۹۲۶)، در فصل ۲۲–۱۹۲۱ به رکورد بیشترین گل (۵۹) که یک بازیکن در یک فصل به ثمر رسانده دست یافت که تا سال ۲۰۱۰ این رکورد باقی ماند.